# RaeLynn
Raelynn, geboren als Racheal Lynn Woodward (Baytown, Texas, 4 mei 1994), is een Amerikaanse countryzangeres, -gitariste en songwriter, die deelnemer was aan het Amerikaanse televisieprogramma The Voice in seizoen twee (2012). Ze werd in de kwartfinales uitgeschakeld.

## Biografie

### 2012:The Voice
RaeLynn deed auditie voor het tweede seizoen van The Voice nadat ze was aangemoedigd door een deelnemer aan Team Adam die liedjes met haar schreef. Haar auditiesong was Hell on Heels van de Pistol Annies, de groep van Miranda Lambert. Zowel Adam Levine als Blake Shelton wilden haar in hun team, maar uiteindelijk koos ze voor Team Blake. Ze zong Free Fallin'  tegen Adley Stump in de Battle Rounds en won. Haar overwinning was echter zeer omstreden en Blake verdedigde publiekelijk zijn keuze in een Twitter-oorlog. Vervolgens ging ze naar de liveshows om Wake Up Call van Maroon 5 en She's Country van Jason Aldean uit te voeren en de laatste werd later haar best verkochte cover op de show. Voor haar laatste kans zong ze If I Die Young van The Band Perry, maar ze werd niet verkozen boven Erin Willett en werd dus uitgeschakeld.

### 2012-2018: NaThe VoiceenWildHorse
Vanaf 2012 werd ze gecontracteerd door Republic Nashville. Ze heeft liedjes geschreven met Natalie Hemby, Jon Randall, John Wiggins en mede-Voice-deelnemers Nicolle Galyon en Hailey Steele. Ze heeft het lied Lie samen met Miranda Lambert geschreven en keerde terug met collega-finalisten Chris Mann en Juliet Simms om op te treden in de halve finale van het derde seizoen van The Voice, met haar nieuwe single Boyfriend. Boyfriend plaatste zich later in de Bubbling Under Hot 100 Singles-hitlijst, die fungeert als een uitbreiding van de Billboard Hot 100 op 25 nummers, waardoor ze de eerste deelnemer was die op een van de algemene hitlijsten van Billboard stond voor post-Voice-activiteit. De single verkocht 27.000 exemplaren in zijn debuutweek. Ze zong achtergrondzang voor Blake Sheltons single Boys' Round Here uit 2013, die debuteerde op #67 in de Amerikaanse Billboard Hot 100-hitlijst en piekte op #16. Het nummer is ook te horen op Sheltons album Based on a True Story. Ze werd in april 2013 gecontracteerd door het uitgeverijlabel Prescription Songs van Dr. Luke.
RaeLynns debuutsingle God Made Girls voor countryradio werd uitgebracht op 1 juli 2014. Op 2 december 2014 speelde ze haar single in seizoen zeven van The Voice. Het werd een top 10-hit in de Billboard Hot Country Songs-hitlijst en een top 20-hit in de Billboard Country Airplay-hitlijsten en werd met goud gecertificeerd door de RIAA. Op 13 januari 2015 bracht RaeLynn de ep Me uit via Valory Music Co., die debuteerde op #49 in de Billboard 200 en #7 in de Top Country Albums hitlijst met 5500 verkochte exemplaren in de eerste week. For a Boy werd uitgebracht op 23 maart 2015 als RaeLynns tweede single voor countryradio. Het was minder succesvol dan zijn voorganger en een jaar later, in april 2016, werd aangekondigd dat RaeLynn afscheid had genomen van Valory Music Co., waardoor haar debuutalbum werd uitgesteld tot 2017.
Op 7 juni 2016 werd aangekondigd dat RaeLynn een nieuw platencontract had getekend bij Warner Bros. Nashville. Love Triangle werd uitgebracht op 11 juli 2016 als haar eerste single voor het label. Het was de aanloop naar haar debuutalbum WildHorse, dat op 24 maart 2017 werd uitgebracht. Sounds Like Nashville prees RaeLynns opvallende debuut en noemde de eerste single Love Triangle countrymuziek op zijn best en country radio werd er beter door. WildHorse belandde in de top 10 van Billboard's All-Genre Album Sales Chart en kwam binnen op #1 in de Billboard Country Albums hitlijst, waarmee het de eerste vrouwelijke countryartiest was die dit deed sinds Maren Morris' debuut HERO.

### 2019-heden: labelwijziging
Op 8 november 2019 bracht ze de single Bra Off uit en kondigde aan dat ze getekend had bij Round Here Records van Florida Georgia Line. Keep Up volgde in februari 2020 en werd in april 2020 als eerste single onder het label naar countryradio gestuurd.

## Privéleven
In oktober 2015 verloofde RaeLynn zich met de toenmalige financieel adviseur Joshua Davis. Ze trouwden op 27 februari 2016. Een jaar na hun huwelijk onthulde RaeLynn dat Davis in dienst was getreden van het Amerikaanse leger. Ze heeft diabetes type 1.

## Tournees
- 2015: Platinum Tour (opening voor Miranda Lambert)
- 2015: Roadside Bars & Pink Guitars Tour (opening voor Miranda Lambert)
- 2015: Riot Tour (opening voor Rascal Flatts)
- 2016: Blake Shelton 2016 Tour (opening voor Blake Shelton)
- 2017: Doing It to Country Songs Tour (opening voor Blake Shelton)
- 2019: Girl: The World Tour (opening voor Maren Morris, alleen Europese leg)

## Awards en nominaties
- 2015:	CMT Music Awards - Breakthrough Video of the Year - God Made Girls, nominatie
- 2015: Female Video of the Year - God Made Girls, 	nominatie
- 2016:	Academy of Country Music - New Female Vocalist of the Year - RaeLynn, nominatie
- 2016: Radio Disney Music Awards - Country Favorite Song - God Made Girls,	nominatie
- 2017:	Country Best New Artist	- RaeLynn, nominatie
- 2017: CMT Music Awards - Breakthrough Video of the Year - Love Triangle, nominatie

## Discografie

### Studioalbums
- 2017: WildHorse (cd, download, Warner Music Nashville)

### Compilaties
- 2018: Origins (cd, download, Big Machine Label Group, LLC)

### Ep's
- 2015: Me (download, Big Machine Records)
- 2020: Baytown (download, Round Here)

### Singles
- 2012:	Boyfriend
- 2014:	God Made Girls
- 2015:	For a Boy
- 2016:	Love Triangle
- 2017:	Lonely Call
- 2018:	Queens Don't
- 2018: Tailgate
- 2020:	Keep Up

### Losse publicaties vanThe Voice
2012: Hell on Heels
2012: Free Fallin'
2012: Wake Up Call
2012: She's Country

### Andere geplaatste liedjes
- 2016:	WildHorse
- 2016: Diamonds

### Gastoptredens
- 2013:	Boys' Round Here (Blake Shelton met Pistol Annies and Friends)
- 2014:	Buzzin (Blake Shelton met RaeLynn)

### Muziekvideo's
- 2014:	God Made Girls
- 2015:	For a Boy
- 2016:	Love Triangle
- 2017:	Lonely Call
- 2018:	Queens Don't
- 2018: Tailgate
- 2019:	Bra Off
- 2020:	Keep Up

## Filmografie

### Televisie
- 2015:	I Didn't Do It - Episode: Cheer Up Girls
- 2016:	Smoky Mountains Rise: A Benefit for the My People Fund - Special
- 2017:	Nashville -	Episode: 'Til I Can Make It On My Own

- International Standard Name Identifier: 0000 0004 5107 3664
- Library of Congress Control Number: n2015046825
- MusicBrainz: 1aa9959c-a1bf-4e3a-bd57-07baa15e3fa0
- Virtual International Authority File: 316790121
- WorldCat: E39PBJckVdxtjj4wmYdHR3yfMP